# Manulea ovatifolia
Manulea ovatifolia är en flenörtsväxtart som beskrevs av O.M. Hilliard. Manulea ovatifolia ingår i släktet Manulea och familjen flenörtsväxter. Inga underarter finns listade i Catalogue of Life.